# Championnat du Nicaragua de football 1960
Navigation
Saison précédente Saison suivante
La Primera División 1960 est la vingt-deuxième édition de la première division nicaraguayenne.
Lors de ce tournoi, le Diriangén FC a tenté de conserver son titre de champion du Nicaragua face aux meilleurs clubs nicaraguayens.

## Bilan du tournoi
| Tableau d'Honneur |            |
| Compétition       | Vainqueur  |
| Primera División  | La Nica FC |

| Promotions et relégations   |         |
| Relégué en Segunda División | Inconnu |
| Promu de Segunda División   | Inconnu |